# City of Bayside
City of Bayside är en kommun i Australien. Den ligger i delstaten Victoria, omkring 15 kilometer söder om centrala Melbourne. Antalet invånare var 97 087 vid folkräkningen 2016.
Följande samhällen finns i Bayside:
- Cheltenham
- Brighton East
- Hampton
- Highett
- Black Rock
- Moorabbin
- Hampton East
- North Brighton